# Droga I/45 (Czechy)
Droga krajowa 45 (cz. Silnice I/45) – droga krajowa w Czechach łącząca drogę krajową nr 46  z miastem Krnov oraz dawnym czesko-polskim przejściem granicznym.